# Lęki w samotności

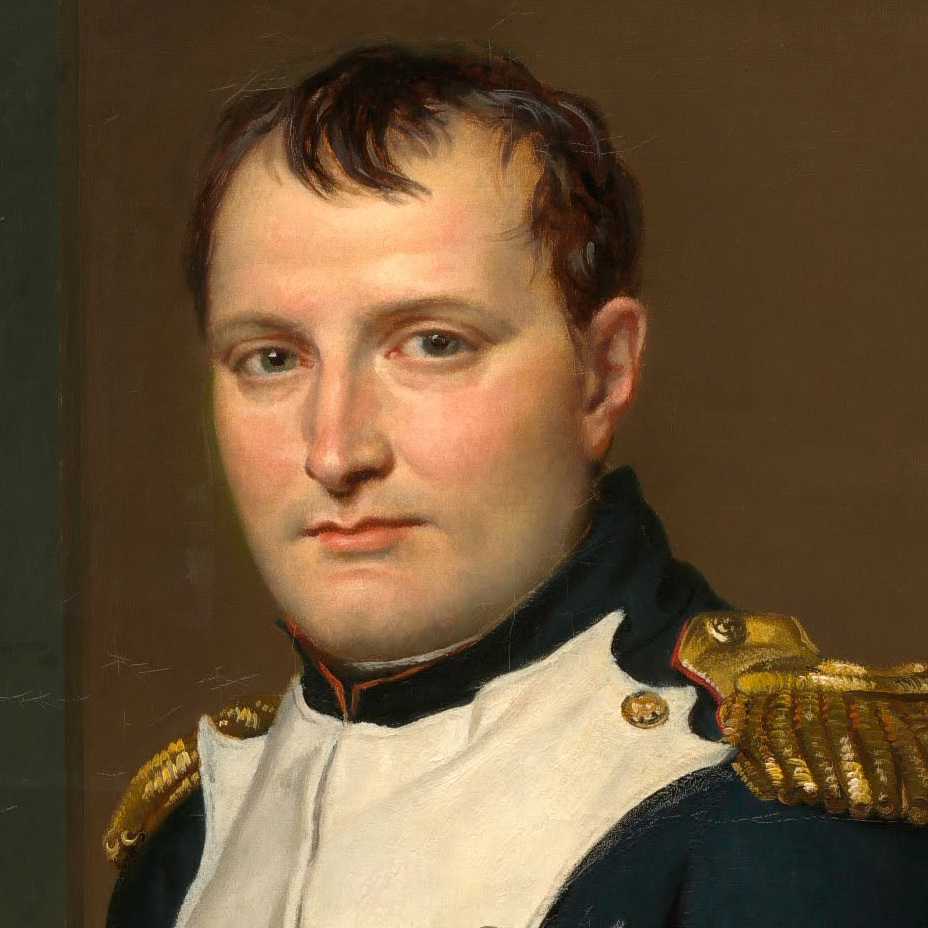
Napoleon Bonaparte

Lęki w samotności (ang. Fears in Solitude) – wiersz angielskiego romantyka Samuela Taylora Coleridge’a, napisany w kwietniu 1798, w obliczu groźby francuskiej inwazji na Wielką Brytanię. Utwór powstał na farmie w Nether Stowey, gdzie Coleridge mieszkał z rodziną. Był wydany w tomiku Fears in Solitude, Written in 1798, during the Alarm of an Invasion. To which are Added, France, an Ode; and Frost at Midnight, opublikowanym na jesieni 1798. Utwór został ułożony wierszem białym (blank verse), czyli nierymowanym pentametrem jambicznym.

A green and silent spot, amid the hills,
A small and silent dell! O'er stiller place
No singing skylark ever poised himself.
The hills are heathy, save that swelling slope,
Which hath a gay and gorgeous covering on,
All golden with the never-bloomless furze,
Which now blooms most profusely: but the dell,
Bathed by the mist, is fresh and delicate
As vernal cornfield, or the unripe flax,
When, through its half-transparent stalks, at eve,
The level sunshine glimmers with green light.

W przytoczonym fragmencie można zaobserwować liczne aliteracje, jak choćby The hills are heathy, save that swelling slope. Tego środka poeta używał również w Rymach o starym marynarzu. Na język polski omawiany utwór przełożył Zygmunt Kubiak.
Zobacz też: Nightingale (Coleridge)